# Intento de asesinato jacobita de 1696

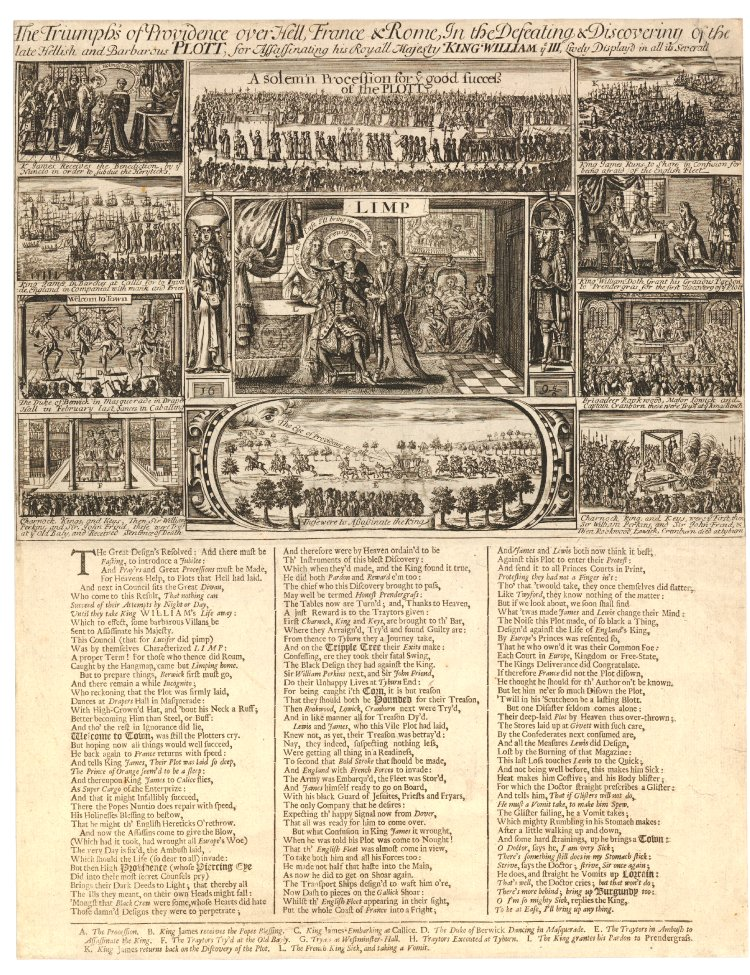
Los Triunfos de la Providencia, 1696, gran formato que celebra la huida de Guillermo III del asesinato.

El intento de asesinato jacobita de 1696 fue un intento fallido dirigido por el jacobita George Barclay para emboscar y matar a Guillermo III y II de Inglaterra, Escocia e Irlanda a principios de 1696.

## Antecedentes
Uno de una serie de complots de los jacobitas para revertir la Revolución Gloriosa de 1688-9, el complot de 1696 había sido precedido por el "complot de Ailesbury" de 1691-2. Estrictamente, el "complot Fenwick" de 1695 es distinto del complot de asesinato de 1696. El sucesor fue la propuesta de invasión francesa de Escocia de 1708.
Robert Charnock había servido a las órdenes del jacobita John Parker en la caballería jacobita en la Batalla del Boyne en 1690. En 1694 fue puesto al mando de las fuerzas levantadas en la zona de Londres por Parker, para un posible levantamiento jacobita contra Guillermo III y María II. Parker también atrajo al conspirador George Porter y a William Parkyns. Abandonó el país a mediados de 1694. Para entonces Charnock estaba discutiendo un plan para secuestrar a Guillermo III y llevarlo a Francia. Los mensajes contradictorios de Jacobo II confundieron el asunto, y no se había hecho nada en abril de 1695, cuando Guillermo abandonó el país.
John Fenwick fue uno de los integrantes del círculo íntimo que asesoró a Jaime en los asuntos ingleses. La muerte de Reina María a finales de 1694 reavivó su interés por la acción directa en Inglaterra, y la financiación de Francia llegó en abril de 1695. Fenwick, sin embargo, se opuso a los planes propuestos por Charnock y su grupo. Reunido en mayo con sir John Friend y otros, envió a Charnock a Francia para trasladar un plan de invasión masiva, en su lugar. En junio, Fenwick se vio involucrado en disturbios jacobitas y fue arrestado. George Barclay fue enviado para actuar como su adjunto en el mando de las fuerzas que se suponía debían coordinarse con una fuerza de invasión bajo el mando de duque de Berwick. Barclay evaluó el plan como inútil, rechazó a Fenwick y volvió a la idea original de "secuestrar" a Guillermo, sin duda un eufemismo para un asesinato.

## Plan
.

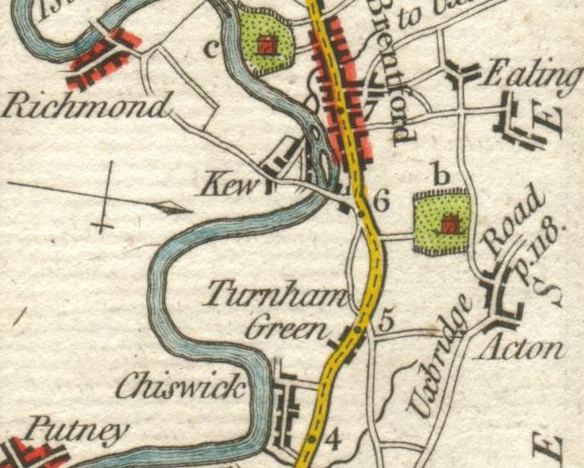
Mapa de la zona del intento de asesinato planeado, de 1785. El puente de Kew, tal y como se muestra, no se construyó hasta mediados del : Guillermo III habría cruzado en transbordador, separándose temporalmente de parte de su escolta

La trama se basó en los movimientos habituales de Guillermo III, al regresar de la caza. En la orilla sur del río Támesis, a la altura de Kew, tomaba un ferry que le llevaba a la orilla norte, en un carril que iba desde Turnham Green hasta Brentford (en esta época estos lugares no estaban urbanizados, y se encontraban al oeste de la aglomeración de Londres). El plan de Barclay dependía de sorprender a Guillermo en su carroza, y a su escolta armada. Se pretendía utilizar tres partidas de hombres armados, una para capturar al rey, y las otras para ocuparse de sus guardias. Se eligió un punto en el camino lo suficientemente estrecho como para que la carroza real y los seis caballos no pudieran maniobrar.
El complot estaba preparado y sus hombres armados estaban listos para actuar el 15 de febrero y el 22 de febrero de 1696. Una parte estaba bajo el mando de Ambrose Rookwood.

## Detección del complot
William Trumbull, que era Secretario de Estado del Departamento del Norte en ese momento, se enteró de la conspiración desde agosto de 1695. Recogió información sobre la misma a través de informantes, y dirigió la primera investigación, que más tarde pasó a manos de James Vernon. No faltaron los rumoresy resultó decisiva la información de Thomas Prendergast: había sido contactado por George Porter el 13 de febrero, y luego acudió a  William Bentinck, 1.er Conde de Portland para revelar la conspiración. En una segunda entrevista le dio al rey detalles de los conspiradores, un grupo de unos 40 en total.
Las ramificaciones del complot resultaron más problemáticas para Vernon. Fenwick se defendió activamente tratando de implicar a Sidney Godolphin, Lord Godolphin, al Duque de Shrewsbury, al Conde de Marlborough, y a Conde de Orford. Estos cargos llevaron al corazón del Junto, y Shrewsbury era el superior inmediato de Vernon. Para añadir a la incómoda posición, este grupo de Whigs había estado de hecho en correspondencia con James II en St Germain.

## Consecuencias

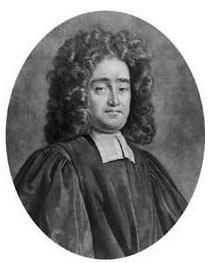
Jeremy Collier, uno de los sacerdotes no miembros del jurado presentes en la ejecución de Friend y Parkyns

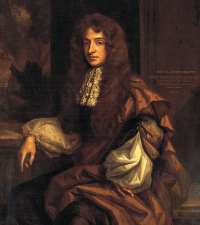
James Grahme, arrestado en relación a su participación con el complot pero luego liberado

El intento no se llevó a cabo en ninguno de los dos días en que los conspiradores estaban en posición, y el 23 de febrero se hizo una proclamación contra ellos. Varios jacobitas relacionados con Fenwick, pero no implicados en el complot fueron arrestados, entre ellos James Grahme el 3 de marzo, Thomas Higgons y Bevil Higgons; posteriormente fueron liberados. El 21 de marzo, Thomas Bruce, 2.º conde de Ailesbury, otro no implicado directamente en el complot fue llevado a la Torre de Londres, donde permaneció hasta febrero de 1697. Viscount Montgomery se escondió tras ser nombrado en una proclama; se entregó el 15 de diciembre y fue recluido en la Prisión de Newgate durante unos siete meses.
En marzo comenzó una larga secuencia de juicios relacionados con el complot. La «Ley de traición de 1695» hizo que la fecha de la detención fuera crucial para determinar si los acusados tenían derecho a  abogado defensor; esto se les negó a Friend, Parkyns y Charnock cuando sir John Holt aplicó la letra de la ley. Condenados a muerte, Friend y Parkyns fueron atendidos por tres sacerdotes cismáticos no justicieros, Jeremy Collier, Shadrach Cook y William Snatt e inmediatamente antes de la ejecución, el 13 de abril, los clérigos declararon a los dos absueltos de sus pecados. Al hacerlo, declararon efectivamente que los conspiradores tenían razón en sus acciones, al tiempo que realizaban un rito que no era reconocido por la Iglesia de Inglaterra. Esto causó un considerable furor; Collier se escondió y fue declarado ilegal, mientras que Cook y Snatt fueron juzgados, declarados culpables pero posteriormente liberados.
Constantijn Huygens, secretario personal de Guillermo, recoge en su Diario; 'Estuve dudando si asistir a la ejecución de Friend y Parkyns, pero estando de camino a Kensington, vi a los espectadores alejarse y por eso volví a casa. También menciona que los panfletos sobre el juicio ya estaban a la venta en las calles.
Rookwood y otros, que contaban con abogado, fueron ejecutados en abril; en total, nueve activistas jacobitas fueron condenados a muerte. Sir John Fenwick fue condenado por un acto de apego, y ejecutado el 28 de enero de 1697. Robert Cassels, Robert Meldrum, James Counter, James Chambers, Robert Blackbourn, y el Mayor John Bernardi fueron detenidos sin juicio; aparte de Counter, ninguno fue liberado, el último superviviente, Bernardi, murió en 1736 mientras aún estaba en Newgate.

## Consecuencias políticas
En términos políticos, el complot desenmascarado fortaleció la mano del Whig Junto en el trato con el Country Party, y en la petición de dinero al parlamento. La Cámara de los Comunes aceptó la jura de una "asociación", en efecto un juramento de lealtad al rey; y se argumentó que la preservación de Guillermo era providencia divina, socavando la opinión de que sólo había tenido derecho al trono inglés en vida de la difunta reina María.